# N-Metilserotonin
-Metilserotonin je triptaminski alkaloid. Hemijski, on je derivat serotonina u kome se metil grupa nalazi na alkil aminu. On se takođe naziva Nω-metilserotonin (Nω-metil-5-hidroksitriptamin).
-Metilserotonin je prisutan u biljkama, životinjama, i gljivama. To obuhvata biljke, Actaea racemosa i Zanthoxylum piperitum, žabe Litoria aurea,  i Amanita pečurke. Ovo jedinjenje se vezuje za nekoliko serotoninskih receptora, uključujući 5-7 i 5-1A receptore, sa visokim afinitetom (50 ≤ 2 nM) i selektivnošću.